# Роско (река)
Роско (англ. Roscoe River) — река, расположенная за Северным полярным кругом, в континентальной части Северной Канады.
Начинается из безымянного озера в западной части региона Китикмеот провинции Нунавут.
Протекает через Мелвилл-Хилс и национальный парк Туктут-Ногаит в Северо-Западных территориях, затем впадает в залив Амундсена в месте его соединения с проливом Долфин-энд-Юнион, между мысами Дис-Томпсон (англ. Deas Thompson Point) и Тайсо (англ. Tysoe Point) в Северо-Западных территориях.

## История
В ходе полярной экспедиции Стефансона — Андерсона 1908—1912 годов участники исследований обнаружили развалины инуитской деревни в окрестностях реки.